# Dekanat Radom-Centrum
Dekanat Radom-Centrum – jeden z 29 dekanatów w rzymskokatolickiej diecezji radomskiej.

## Parafie wchodzące w skład dekanatu
- Radom – Parafia Matki Bożej Bolesnej w Radomiu
- Radom – Parafia Matki Bożej Miłosierdzia w Radomiu
- Radom – Parafia Matki Bożej Królowej Świata w Radomiu
- Radom – Parafia Opieki Najświętszej Maryi Panny w Radomiu
- Radom – Parafia św. Jana Chrzciciela w Radomiu
  - kościół filialny pw. św. Katarzyny Aleksandryjskiej w Radomiu
  - kościół filialny pw. Trójcy Przenajświętszej w Radomiu
- Radom – Parafia Świętej Rodziny w Radomiu
- Radom – Parafia św. Urszuli Ledóchowskiej w Radomiu
- Radom – Parafia św. Wacława w Radomiu

Na terenie dekanatu znajduje się również Parafia wojskowa św. Stanisława Biskupa w Radomiu (należąca do Ordynariatu Polowego Wojska Polskiego, Dekanat Sił Powietrznych)